# 신라홀딩스
주식회사 신라홀딩스는 2014년에 설립된 대한민국의 지주회사이다.
신라그룹의 지주회사로 신라홀딩스를 통해 신라교역, 신라섬유, 신라에스지(신라SG), 원일특강 등 상장계열사를 두고 있으며 2023년 기준 그룹 주요 상장 계열사의 매출 합계는 약 9,063억 원에 육박하였다.

## 자회사
- 광장오토모티브
- 동화청과
- 신라교역
- 신라엔지니어링
- 신라SG
- 원일특강
- BM스틸